# Bożków

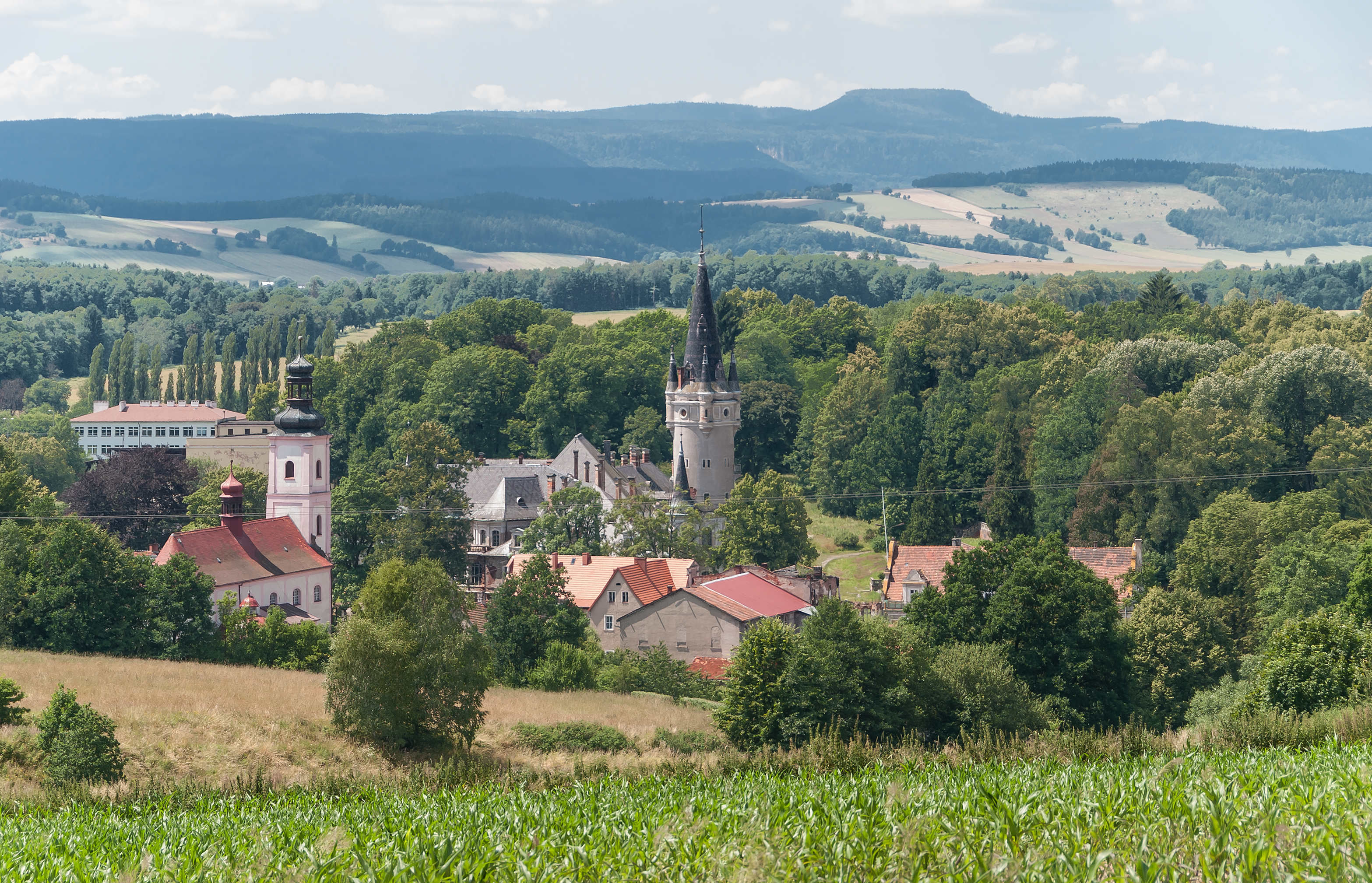
Panorama Bożkowa

Bożków (tuż po wojnie Narożno, niem. Eckersdorf) – wieś w Polsce, położona w województwie dolnośląskim, w powiecie kłodzkim, w gminie Nowa Ruda.
Wieś leży w dolinie Bożkowskiego Potoku, w obniżeniu między trzema pasmami górskimi – Górami Stołowymi, Sowimi i Bardzkimi, na terenie Obniżenia Bożkowa.
| SIMC    | Nazwa    | Rodzaj     |
| ------- | -------- | ---------- |
| 0854050 | Bożkówek | przysiółek |

W latach 1945–1954 i 1973–1976 miejscowość była siedzibą gminy Bożków. W latach 1954–1972 wieś należała i była siedzibą władz gromady Bożków. W latach 1975–1998 miejscowość położona była w województwie wałbrzyskim.

## Toponimia
Wieś wzmiankowana w 1348 jako Ekkehardisdorf. Po łacinie Eckardi Villa. Można tę nazwę tłumaczyć jako ‛wieś Eckera’. Nieznana jest nazwa czeska. Po wojnie funkcjonowała przejściowa nazwa Narożno. Obecna została nadana w 1946 roku.

## Historia
Bożków jest jedną z najstarszych osad czeskich na ziemi kłodzkiej. Już w czasie neolitu znajdowały się tutaj osady ludzkie.
Pierwsza wzmianka w źródłach pisanych o Bożkowie, zwanym wtedy Ekkehardisdorf (łac. Eckardi Villa) pochodzi z 1348 r., jako dożywociu Eberharda von Maltwitza. W XIV w. istniała już spora wieś, poświadczona w źródłach w 1348 roku. W początkach renesansu został wybudowany pałac, od około 1520 roku w posiadaniu rodziny von Raueck. W XVI w. w Bożkowie zaczęto również eksploatować węgiel kamienny. Po wojnie czesko-palatynackiej posiadłość została skonfiskowana i oddana przybocznemu lekarzowi biskupa wrocławskiego Karola Habsburga (a następnie cesarza Ferdynanda III), Casparowi Jäschkemu von Eisenhutowi. Następnie przeszła w ręce jezuitów, od których wykupił ją Johann Georg von Götzen, który rozbudował pałac i w znacznym stopniu przyczynił się do budowy kościoła w jego obecnym kształcie. Po bezdzietnej śmierci w 1771 r. ostatniego męskiego potomka tego rodu, hrabiego Johanna Josefa von Götzena, majątek przeszedł w 1780 r. na syna jednej z jego sióstr, hrabiego Antona Aleksandra von Magnisa. Od tego czasu do końca II wojny światowej dobra pozostawały we władaniu tego rodu. Anton Aleksander, jeden z wybitniejszych przedstawicieli tej rodziny spowodował rozkwit i powiększenie się majątku – z jego imieniem łączą się barokowo-klasycystyczna rozbudowa pałacu w 1787 r., założenie okazałego parku ze sztucznymi romantycznymi ruinami z płytami nagrobnymi, zbudowanie sztucznych ruin na górze Grodziszcze oraz budynku leśniczówki. W tym czasie wieś posiadała również szkołę, 4 folwarki, 2 młyny wodne, olejarnię, cukrownię, i liczyła 146 domów. Ostatnia przebudowa zamku nastąpiła po jego pożarze w 1870 r. za hrabiego Wilhelma von Magnisa.
Wśród gości, którzy odwiedzili pałac w Bożkowie, byli m.in. późniejszy prezydent USA John Quincy Adams oraz królowie Prus Fryderyk Wilhelm III Hohenzollern z małżonką Luizą i Fryderyk Wilhelm IV Hohenzollern.
W 1918 r. wieś została zelektryfikowana, do zakończenia II wojny światowej wieś stanowiła perłę majątku von Magnisów. W Bożkowie urodził się w 1936 r. Franz von Magnis, znany później jako indonezyjski jezuita Franz Magnis-Suseno. Wraz z włączeniem wsi do Polski w 1945 r. majątek został znacjonalizowany przez państwo polskie i od tego czasu pałac ulega stopniowej dewastacji.
W Bożkowie znajdował się Zespół Szkół Rolniczych, następnie ośrodek zamiejscowy wrocławskiego Uniwersytetu Przyrodniczego.
Zdjęcia do filmu Dreszcze kręcone były w pałacu w Bożkowie.

## Zabytki
Według rejestru zabytków Narodowego Instytutu Dziedzictwa na listę zabytków wpisane są obiekty:
- kościół parafialny pw. śś. Piotra i Pawła, z XVII w., przebudowany w 1708 r.
- zespół pałacowy:
  - pałac, z XVI w., przebudowany w latach: 1787–1791, 1871–1877[12]
  - park, z XVIII–XIX w.
  - sztuczna ruina, z początku XIX w.
  - leśniczówka (nr 97), z drugiej połowy XIX w.[13]

inne
- kamienna figura Jana Nepomucena, położona nad Bożkowem, poniżej drogi 381. W postumencie od frontu nisza a na tylnej ścianie napisy, wyryty w j. niem. erbaut Tobias Jaschke A. 1726 Renovirt Carl Jaschke A. 1870, namalowany Hermens Jaschke 1977 Carl Jaschke[14][15].